# Vevčani
Vevčani (in macedone Вевчани?) è un comune urbano della Repubblica della Macedonia del Nord di 2 433 abitanti (dati 2002). La sede comunale è nella località omonima.

## Geografia fisica
Il comune confina con Struga a nord, sud ed est e con l'Albania ad ovest. È l'unico comune della Macedonia del Nord ad avere una sola località: il suo capoluogo omonimo. La superficie totale di Vevčani è di soli 22,8 km², ed è il più piccolo comune macedone. È situato ai piedi del massiccio della Jabllanica e nella regione storica del Drimkol. 
Nel 1987 gli abitanti entrarono in conflitto con le autorità jugoslave, che volevano deviare l'acqua dalle fonti locali a Struga. Per mobilitare l'intera popolazione, gli abitanti avevano addirittura proclamato una Repubblica di Vevčani. Dopo la caduta del comunismo, la repubblica fittizia si mantenne perché attirava i turisti, che già arrivavano numerosi per assistere al carnevale locale, una delle feste paesane più grandi dei Balcani. Il paese conserva alcune case tradizionali del XVII e del XVIII secolo.

## Società

### Evoluzione demografica
In base al censimento del 2002 gli abitanti sono così divisi dal punto di vista etnico:
- Macedoni: 2 419
- Albanesi: 3
- Serbi: 3
- Valacchi: 1
- Altri: 7